# 松田ゆう姫
松田 ゆう姫（まつだ ゆうき、1987年11月30日 - ）は、日本の歌手、タレント。東京都出身。血液型はAB型。身長は164cm。

## 経歴
1987年、東京都にて俳優の松田優作と女優の松田美由紀の長女として生まれる。兄は俳優の松田龍平と松田翔太。1歳11か月の時に父・松田優作を亡くす。
高校時代の3年間をカナダで過ごし、現地の学校に進学。そこで出会った友人の影響により、音楽活動を開始。作詞や作曲を始めオリジナルの音楽を作る事に没頭した。
電子音楽家・Jemapurとのエレクトロニック・ミュージック・ユニット「Young Juvenile Youth」を結成。2012年、活動開始。
2021年4月7日からTOKYO MX『5時に夢中!』水曜コメンテーターに就任。
2021年4月17日スタートの『コントが始まる』（日本テレビ）で連続ドラマ初出演。

## エピソード
- 2019年1月30日放送回の『今夜くらべてみました』（日本テレビ）でバラエティ番組初出演[6]。同番組出演時のタメ口でのトークがネット上で炎上を引き起こしたが、それについては「逆に心配になっちゃう、すごい言ってくる人。『えっ、今日なんかあった？ちょっと話聞かせて?』みたいな感じで」「楽しくて幸せだったらたぶんそんなこと言わないと思うんです。『龍平と翔太の恥になるんで金輪際出ないでください』とか（コメントが）来てたんですけど、どうした?と」と持論を述べている[7]。
- 松田が電車に乗っている最中にコンパクトミラーを開けてリップクリームを塗っていたところ、乗客の男性から電車内で化粧をしないようにと叱られたが、「なんでダメなんですか？」と反論したエピソードを2022年2月2日放送回の『5時に夢中!』（TOKYO MX）で語った[8]。この発言について、ネット上では「公共の場を自分の部屋と勘違いしている」などの批判が相次いだため、小原ブラスから炎上している事実を告げられたが、「何？知らない」と笑顔で答えた。岩下尚史からも松田が浮世離れしている点を指摘されたが、「よく分からない」と意に介さなかった[9]。
- 松田が歩きたばこをしていた友人と2人で歩いてた際、後ろから老人に叱られたことに不快感を抱き、「その怒り方はないんじゃないですか？」と怒り返したというエピソードを2022年5月25日放送回の『5時に夢中!』（TOKYO MX）で語った[10][11]。一連の発言がニュースになると、「逆ギレ」「怒られる原因を作ったのは誰なのか」「そもそも松田が友人を注意していれば良かった」などの批判の声が相次ぎ、炎上状態となった[12]。松田はそれらの批判を「断面だけ見て判断してくるアンチの皆様」とあしらったうえで、「よしよし、わーった、わーった」とツイートしたが、その投稿は間もなく削除された[13]。後日、松田を生出演させた制作スタッフの慎重さが欠けていたのではないかという指摘を受けたTOKYO MXは「ご指摘の点は真摯に受け止めさせていただき、さらに身を引き締めて番組を制作してまいります」と回答した[14]。

## 出演

### CM
- adidas（2016年） Originals Future キャンペーン “Your Future Is Not Mine〟
- 資生堂「エッセンシャルイネルジャ」（2018年）[15]
- ユニクロ（2018年）「SHIRTS FOR ALL」
- HECATE WEB CM楽曲コラボレーション（2019年）

### テレビドラマ
- コントが始まる（日本テレビ、2021年4月17日 - 6月19日） - 下條良枝 役[5]
- オレは死んじまったゼ!（WOWOW、2023年9月1日 - 10月13日） - 末續町子 役[16]

### バラエティ番組
- 今夜くらべてみました（日本テレビ、2019年1月30日・2020年6月10日・2021年2月3日）[17][18][19]
- ダウンタウンなう「本音でハシゴ酒 in 五反田」（フジテレビ、2019年4月26日）[20]
- タモリ倶楽部「デッドストックを再発掘シニスジin浅草合羽橋」（テレビ朝日、2019年8月30日）[21]
- グータンヌーボ2（関西テレビ、2020年3月10日）[22]
- キスマイBUSAIKU!?（フジテレビ、2020年7月9日・8月6日・9月3日・10月1日・10月29日・11月5日）
- 踊る!さんま御殿!!（日本テレビ、2020年9月8日）
- 関ジャニ∞のジャニ勉（関西テレビ、2020年10月28日）[23]
- ダウンタウンDX（読売テレビ、2020年10月29日、2024年1月4日）[24]
- オモテガール裏ガール（TBSテレビ、2020年11月2日）[25]
- 5時に夢中!（TOKYO MX、2021年4月7日 - ） - 水曜コメンテーター[26]
- 今井了介のおとめし（BSJapanext、2022年5月5日 - 2023年12月28日） - 不定期出演（進行役）
- 上田と女が吠える夜（日本テレビ、2022年11月30日、2024年7月17日）
- あさイチ（NHK総合、2023年6月6日）
- 今田耕司のネタバレMTG（読売テレビ、2024年6月15日）[27]

### 情報番組
- サンデージャポン（TBSテレビ、2020年12月6日、2021年3月28日）- ゲスト
- わたしの芸術劇場（TOKYO MX、2021年4月 - 2023年3月 不定期）- ナレーション

### ラジオ
- YJY 並行する世界（Kiss FM KOBE、2018年4月15日 - 2019年9月29日　第2・4日曜 0:00 - 0:30）[28][29]
- WORLD AIR CURRENT（J-WAVE）、2020年7月4日）- ゲスト
- JUMP UP MELODIES TOP 20（TOKYO FM、2020年8月14日）- ゲスト
- 佐藤二朗のいい部屋ジロー（TOKYO FM、2020年11月7日）- ゲスト

### その他
- アートフィルム『KAMUY（カムイ）』（2016年）[30]